# Мастика

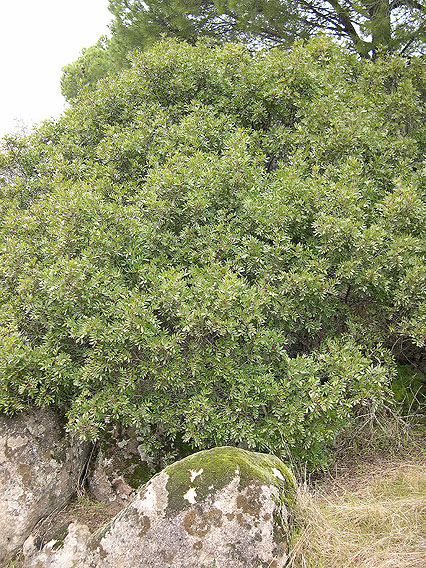
Мастикове дерево — Pistacia lentiscus

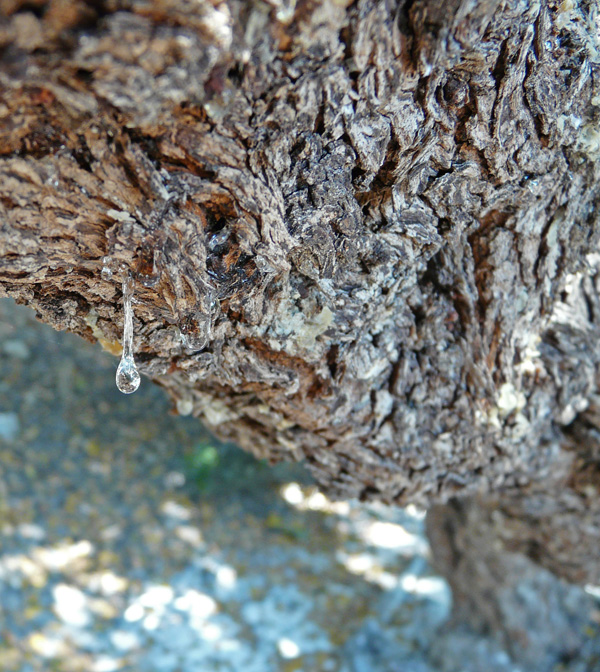
Крапля мастики, що звисає з гілки мастикового дерева

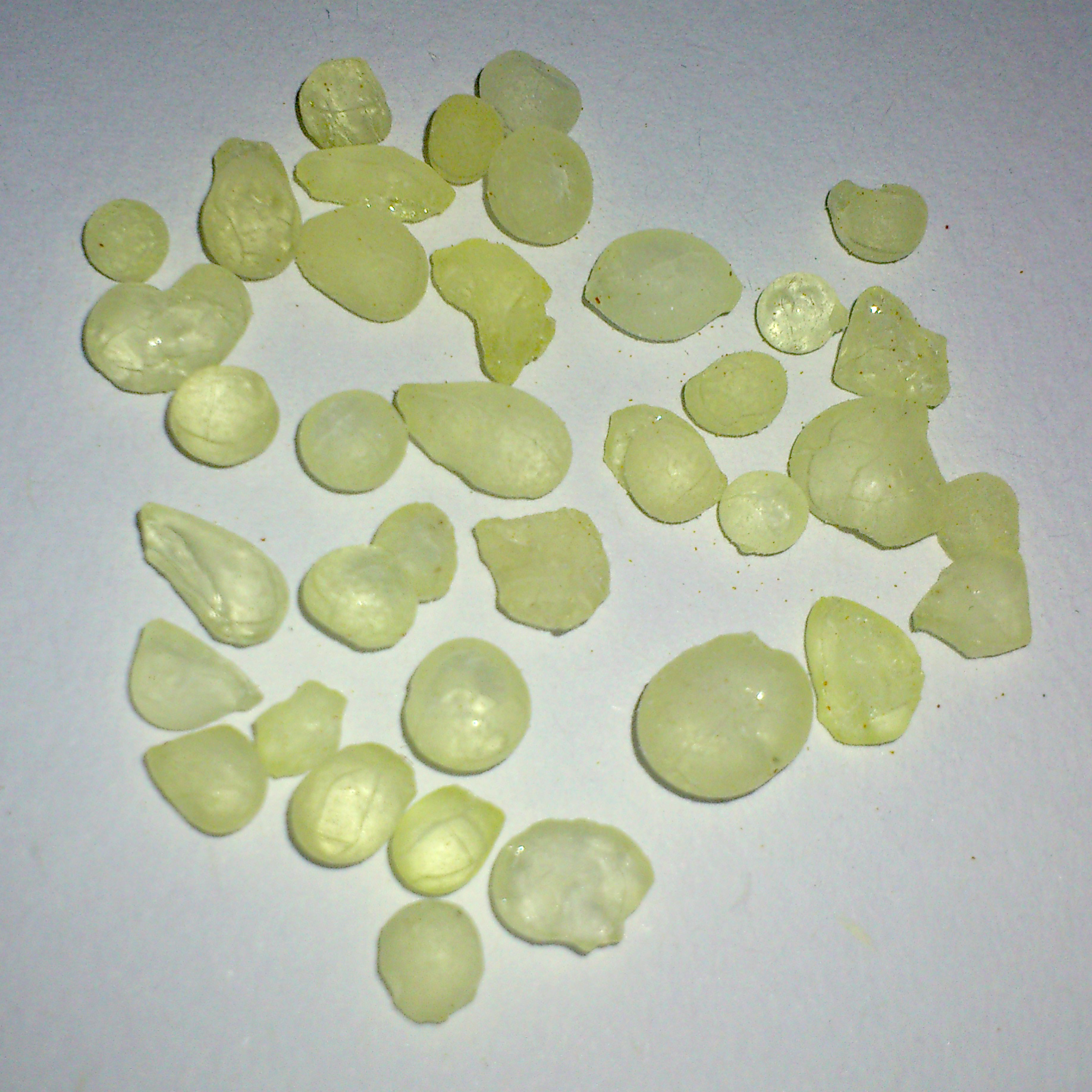
Мастика

Мастика (грец. Μαστίχα) — смола мастикового дерева (лат. Pistacia lentiscus). Виділяється у вигляді в'язкої рідини, при висиханні збивається в золотисті прозорі грудки. Розчиняється в ефірних оліях, скипидарі, спирті. При жуванні пом'якшується й змінює колір з жовтого на білий. Спочатку на смак здається гіркуватою, проте пізніше набуває освіжаючого, вираженого соснового або кедрового присмаку. Мастика — синонім слова «гумка» у багатьох мовах. Здавна використовувалася як жувальна гумка. В Лівані, Туреччини та Греції досі продаються гумки з вмістом мастики.
Традиційно виробляється на грецькому острові Хіос, звідки походить місцева назва «сльози Хіосу».
Використовується в парфумерії, косметології, харчовій промисловості, образотворчому мистецтві. На основі смоли виготовляється в'язка речовина мастикс, що застосовується при виробництві лаків для імітації позолоти картинних рам. Через це назва «мастика» в мистецтві стала позначати матеріали, що застосовуються замість якихось дорожчих. Проте у часи панування Османської імперії на острові Хіос вага мастики прирівнювалася до ваги золота. Крадіжка мастики каралася смертю. Під час Хіоської різанини у 1822 році, жителі Мастіхохорі були помилувані султаном, за що повинні були постачати мастику до його двору.
Мастика (напій) — міцний алкогольний напій, на основі витяжки з анісу. Розповсюджений на сході Балканського півострову, зокрема на острові Хіос (Греція), звідки й походить.
Мастика (в сфері кулінарії) — декоративний їстівний матеріал для прикрашання кондитерських виробів. Мастику використовують для виготовлення різних фігурок як пласких, шляхом вирізання так і просторових, шляхом ліплення. Розрізняють декілька видів мастики: цукрова сирцева, цукрово-крохмальна заварна, молочна.